# Сен-Мартен-ле-Вьей
Сен-Марте́н-ле-Вьей (фр. Saint-Martin-le-Vieil) — коммуна во Франции, находится в регионе Лангедок — Руссильон. Департамент коммуны — Од. Входит в состав кантона Альзон. Округ коммуны — Каркасон.
Код INSEE коммуны — 11357.

## Население
Население коммуны на 2008 год составляло 221 человек.
| 1962 | 1968 | 1975 | 1982 | 1990 | 1999 | 2008 |
| ---- | ---- | ---- | ---- | ---- | ---- | ---- |
| 225  | 171  | 182  | 185  | 168  | 191  | 221  |

## Экономика
В 2007 году среди 150 человек в трудоспособном возрасте (15—64 лет) 110 были экономически активными, 40 — неактивными (показатель активности — 73,3 %, в 1999 году было 59,7 %). Из 110 активных работали 88 человек (47 мужчин и 41 женщина), безработных было 22 (10 мужчин и 12 женщин). Среди 40 неактивных 10 человек были учениками или студентами, 18 — пенсионерами, 12 были неактивными по другим причинам.

## Фотогалерея

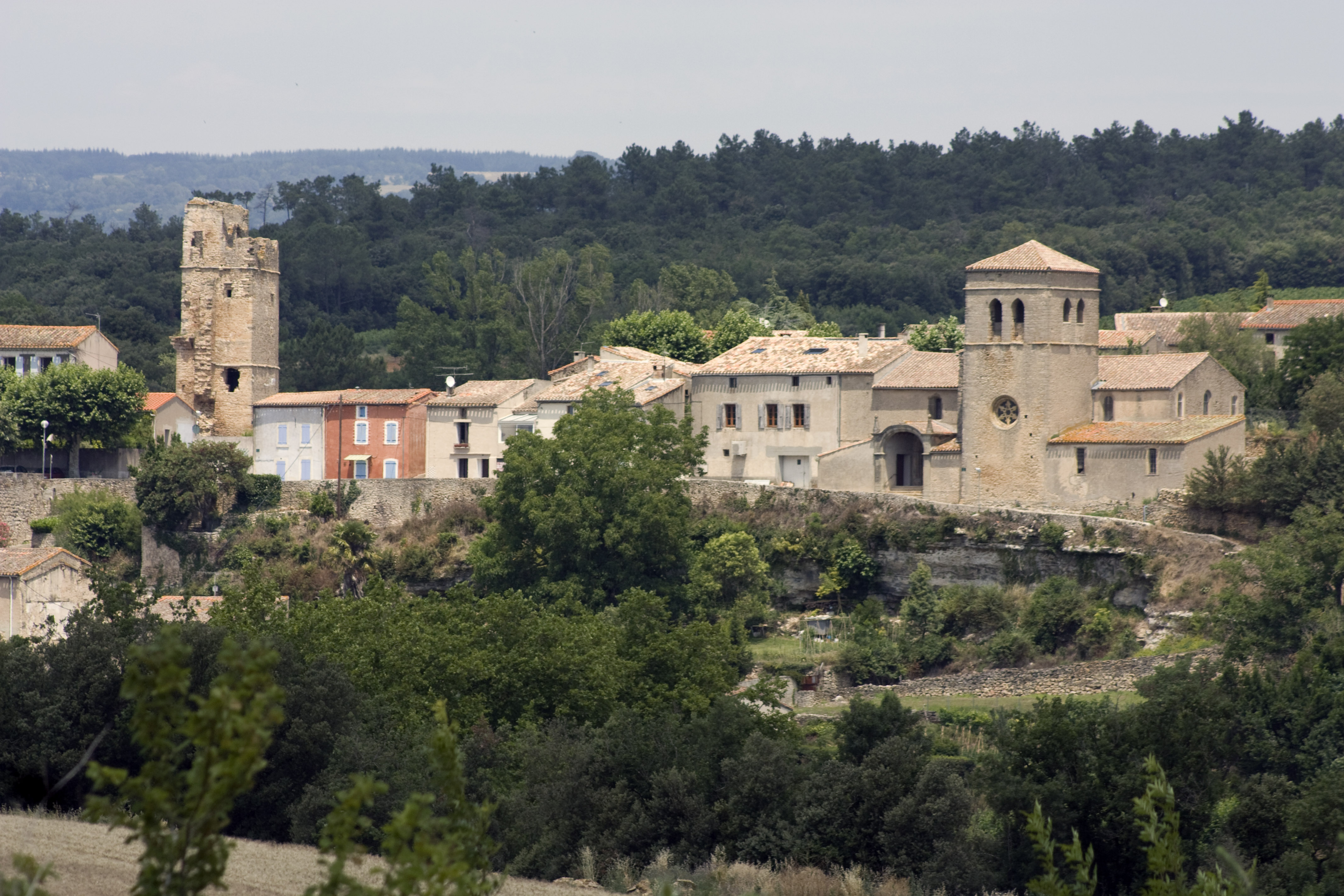
Сен-Мартен-ле-Вьей
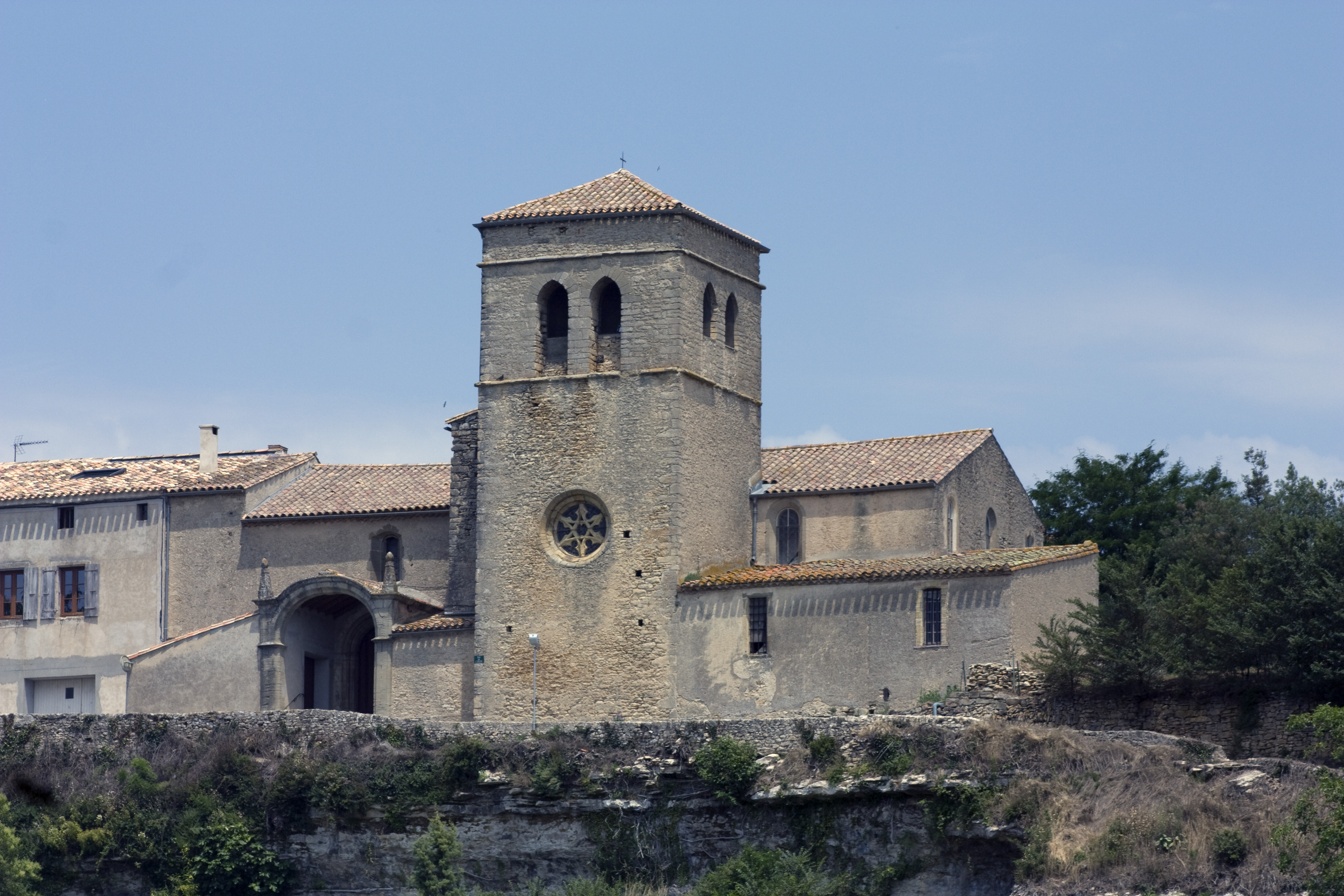
Церковь XIV века
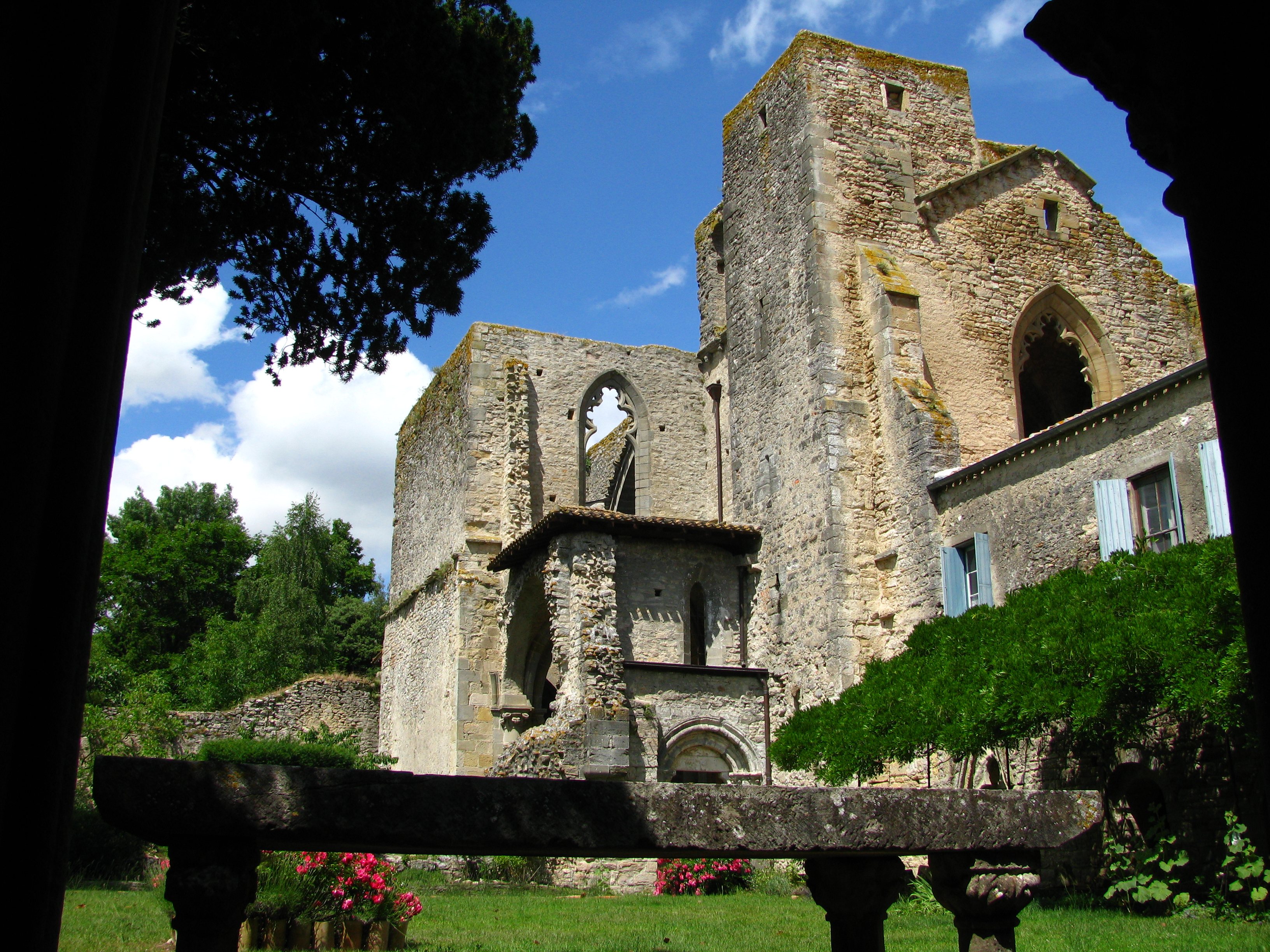
Аббатство
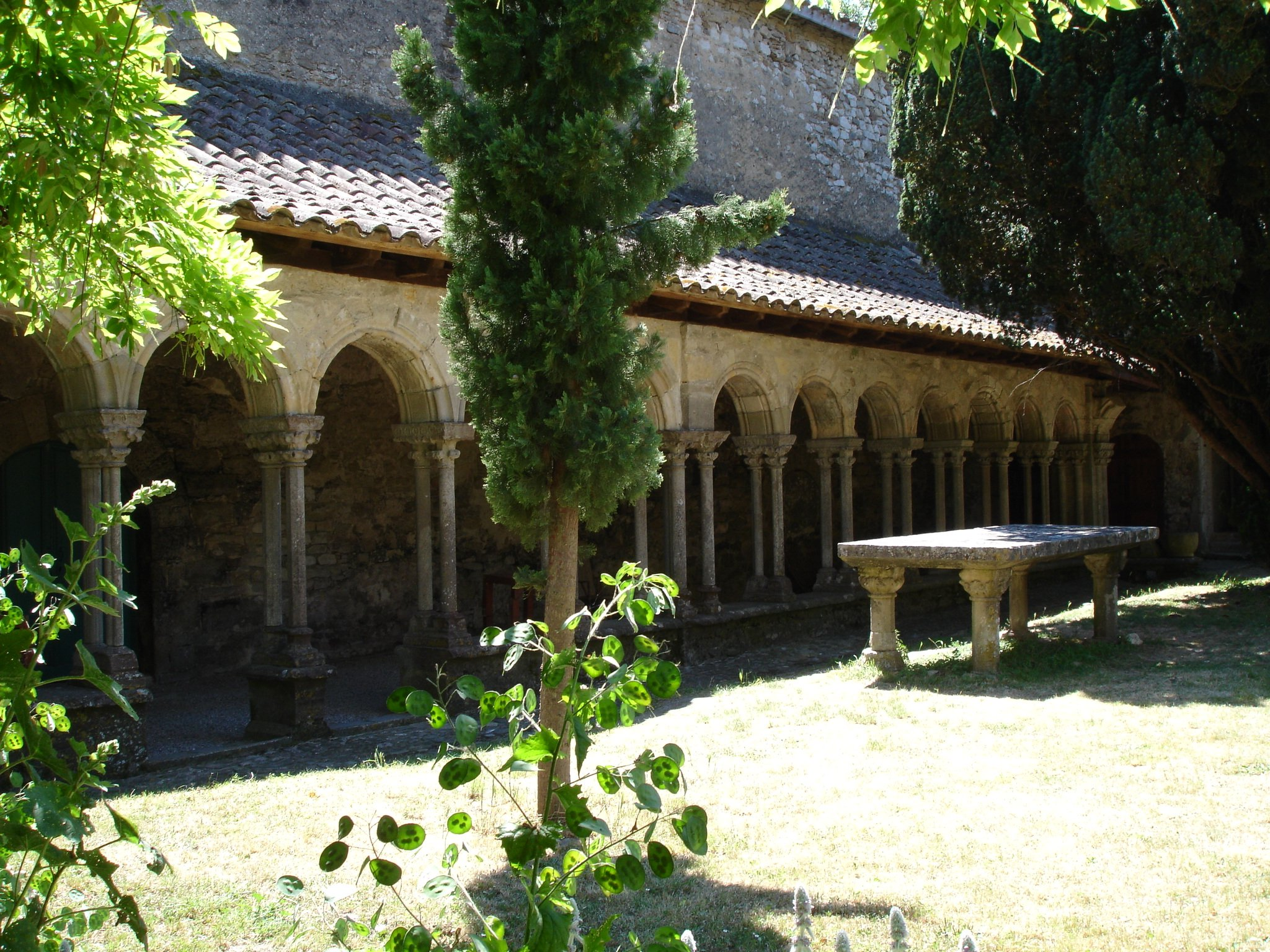
Аббатство